# Země slepců a jiné povídky
Země slepců a jiné povídky (1911, The Country of the Blind and Other Stories) je sbírka třiceti tří vědeckofantastických povídek anglického spisovatele Herberta Georgeho Wellse, napsaných v letech 1894 až 1909. Dvacet sedm z nich již vyšlo v předcházejících pěti autorových povídkových sbírkách.

## Seznam povídek v knize
U každé povídky je uveden rok prvního časopiseckého vydání, a u těch, které byly vydány v předcházejících autorových povídkových sbírkách, je uveden odkaz na tuto sbírku. Pokud povídka vyšla česky, je u ní uveden český název (nebo názvy).
- The Jilting of Jane 2 3 (1894),
- The Cone 2 3 (1895),
- The Stolen Bacillus 1 3 (1894, Ukradený bacil),
- The Flowering of the Strange Orchid 1 (1894, Podivná orchidej), česky jako Květ zvláštního vstavače nebo Podivná orchidea.
- In the Avu Observatory 1 3 (1894, Hvězdárna v Avu),
- Aepyornis Island 1 3 (1894, Ostrov aeypornisův), česky též jako Aeypornisův ostrov.
- The Remarkable Case of Davidson's Eyes 1 (1895, Pozoruhodný případ Davidsonových očí), česky též jako Pozoruhodný příběh Davidsonových očí.
- The Lord of the Dynamos 1 3 (1894, Pán dynamických strojů),
- A Moth-Genus Novo 1 3 (1895, Mol "Genus novo"),
- The Treasure in the Forest 1 3 (1894, Poklad v lese),
- The Story of the Late Mr. Elvesham 2 3 (1896, Příběh posledního pana Elveshama), česky též jako Příběh nebožtíka pana Elveshama.
- Under the Knife 2 (1896),
- The Sea Raiders 2 3 (1896, Útok z moře), česky také jako Mořští lupiči nebo Útok z hlubin.
- The Obliterated Man 2 3 (1895),
- The Plattner Story 2 3 (1896, Příběh Gottfrieda Plattnera), česky též jako Podivuhodný příběh Gottfrieda Plattnera nebo Ve čtvrté dimensi.
- The Red Room 2 3 (1896, Červený pokoj),
- The Purple Pileus 2 3 (1896, Purpurová houba),
- A Slip Under the Microscope 2 3 (1896),
- The Crystal Egg 4 (1897, Křišťálové vejce),
- The Star 4 (1897, Hvězda),
- The Man Who Could Work Miracles 4 (1898, Muž, jenž dokázal činit zázraky), česky též jako Muž, který uměl dělat zázraky nebo Muž, který uměl dělati divy.
- A Vision of Judgement (1899),
- Jimmy Goggles the God 5 (1898, Jimmy Gogles, Bůh),
- Miss Winchelsea's Heart 5 (1898),
- A Dream of Armageddon 5 (1901, Sen o Armaggedonu), česky také jako Sen války nebo Amaggedonův sen.
- The Valley of Spiders 5 (1903, Údolí pavoukú),
- The New Accelerator 5 (1901, Superstimulátor), česky také jako Superaktivátor nebo Stonásobný život.
- The Truth About Pyecraft 5 (1903, Jak to opravdu bylo s Pyecraftem), česky také jako Pravda o Peycraftovi nebo Jak to bylo s Pyecraftem.
- The Magic Shop 5 (1903, Kouzelný krám),
- Empire of the Ants (1905, Vláda mravenců),
- The Door in the Wall (1906, Dveře ve zdi),
- The Country of the Blind (1905, Země slepců),
- The Beautiful Suit (1909).

## Předcházející povídkové sbírky
- 1 Ukradený bacil a jiné prózy (1895, The Stolen Bacillus and Other Incidents)
- 2 Příběh Gottfrieda Plattnera a jiné povídky (1897, The Plattner Story and Others)
- 3 Třicet podivných příběhů ((1897, Thirty Strange Stories)
- 4 Povídky prostoru a času (1899, Tales of Space and Time)
- 5 Dvanáct povídek a sen (1903, Twelve Stories and a Dream)

## Česká vydání s povídkami ze sbírky
- Ukradený bacil a jiné prósy, Alois Hynek, Praha 1910, přeložil Gustav Žďárský, obsahuje povídky Hvězdárna v Avu, Květ zvláštního vstavače a Ukradený bacil.
- Pozoruhodný případ Davidsonových očí, Josef R. Vilímek, Praha 1910, přeložil Stanislav Chittussi, znovu 1927, obsahuje povídky Pozoruhodný případ Davidsonových očí, Aeypornisův ostrov a Pán dynamických strojů.
- Ostrov doktora Moreau a jiné povídky, Josef R. Vilímek, Praha 1911, přeložil Václav Kleinhampl, znovu 1928, obsahuje povídky Mol "Genus novo" a Amageddonův sen.
- Ukradené tělo, Josef R. Vilímek, Praha 1911, přeložil Stanislav Chittussi, znovu 1927, obsahuje povídky Hvězda, Pravda o Peycraftovi, Jimmy Gogles, Bůh, Kouzelný krám, Křišťálové vejce, Muž, který uměl dělati divy a Stonásobný život.
- Údolí pavouků, Josef R. Vilímek, Praha 1912, přeložili Karel Weinfunter a Stanislav Chittussi, znovu 1927, obsahuje povídky Červený pokoj, Mořští lupiči, Příběh nebožtíka pana Elveshama, Purpurová houba, Údolí pavouků a Ve čtvrté dimensi.
- Výrobce diamantů; Podivná orchidea; Poklad v lese, Emil Šolc, Praha 1915, přeložil Karel Steinich, obsahuje povídky Podivná orchidea a Poklad v lese.
- Neviditelný muž, Bohumil Procházka, Praha 1925, přeložil W. F. Waller, obsahuje povídky Květ zvláštního vstavače a Sen války.
- Povídky s X, Albatros, Praha 1970, přeložili Vladimír Svoboda a František Gel), obsahuje povídky Jak to opravdu bylo s Pyecraftem, Útok z moře, Muž, jenž dokázal činit zázraky, Ostrov aeypornisův, Pozoruhodný případ Davidsonových očí, Příběh Gottfrieda Plattnera, Superstimulátor, Vláda mravenců a Země slepců.
- Superaktivátor, ŠEL, Praha 2003, přeložila Lydia Stohrová, obsahuje povídky Dveře ve zdi, Jak to bylo s Pyecraftem, Křišťálové vejce, Muž, který uměl dělat zázraky, Poklad v lese, Pozoruhodný příběh Davidsonových očí, Podivuhodný příběh Gottfrieda Plattnera, Příběh posledního pana Elveshama, Sen o Armageddonu, Superaktivátor a Země slepců.
- Válka světů a jiné příběhy z neskutečna, Albatros, Praha 1988, přeložili Vladimír Svoboda a František Gel), znovu 1999 pod názvem Válka světů a jiné povídky, obsahuje povídky Jak to opravdu bylo s Pyecraftem, Útok z hlubin, Muž, jenž dokázal činit zázraky, Ostrov aeypornisův, Pozoruhodný případ Davidsonových očí, Příběh Gottfrieda Plattnera, Superstimulátpr, Vláda mravenců a Země slepců.